# Platte County, Nebraska
Platte County är ett administrativt område i delstaten Nebraska, USA, med 32 237 invånare. Den administrativa huvudorten (county seat) är Columbus.

## Geografi
Enligt United States Census Bureau så har countyt en total area på 1785 km². 1 756 km² av den arean är land och 29 km² är vatten. 

### Angränsande countyn
- Colfax County - öster
- Butler County - sydost
- Polk County - syd
- Merrick County - syd
- Nance County - sydväst
- Boone County - väster
- Madison County - norr
- Stanton County - nordost